# Ahmose-Nefertari
Ahmose-Nefertari byla první královna 18. dynastie ve starověkém Egyptě, dcera farona Sekenenre Taa a Ahhotep I. a velká královská manželka a sestra faraona Ahmose I. Krátce působila jako regentka nezletilého faraona a svého syna Amenhotepa I. Po své smrti byla zbožštěna. Je možné, že před uzavřením sňatku s Ahmose I. byla manželkou faraona Kamose.
Zemřela v 70 letech v pátém nebo šestém roce vlády Thutmose I. Pravděpodobně byla pohřbena v Dragu Abu el-Naga, kde měla svůj zádušní chrám. Hrobka byla zřejmě vypleněna vykradači hrobů a na konci Nové říše byla její mumie přesunuta do hrobky v Dér el-Bahrí. Její mumii zde roku 1885 nalezl Emil Brugsch.